# السیو سارتوری
السیو سارتوری (ایتالیایی: Alessio Sartori؛ زادهٔ ۱۳ نوامبر ۱۹۷۶) قایقران روئینگ اهل ایتالیا است.
وی همچنین برندهٔ جوایزی همچون نشان شایستگی از جمهوری ایتالیا شده‌است.
وی در مسابقات کشوری و بین‌المللی در مجموع برندهٔ ۵ مدال طلا، ۴ مدال نقره، ۲ مدال برنز شده‌است.